# ماریون بارتولی
ماریون بارتولی (متولد ۲ اکتبر ۱۹۸۴) بازیگر حرفه‌ای تنیس ازفرانسه و یکی از برترین آنهاست. او تاکنون ۵ عنوان دبلیوتی‌ای و ۶ عنوان آی‌تی‌اف را از آن خود کرده و یک بار نیز به فینال قهرمانی ویمبلدون در سال ۲۰۰۷ راه یافته است. او دو بار، دو زن شماره یک تنیس جهان را در یک رویداد گرنداسلم شکست داده؛ ژوستین انه را در قهرمانی ویمبلدون ۲۰۰۷ شکست داد و یلنا یانکوویچ را آزاد آمریکا ۲۰۰۷ مغلوب کرد.

## خداحافظی
ماریون تنها ۴۰ روز پس از کسب مقام نخست در گرند اسلم ویمبلدون ۲۰۱۳ در ۱۵ اوت ۲۰۱۳ در سن ۲۸ سالگی، به علت شدت آسیب‌دیدگی از مسابقات حرفه‌ای تنیس خداحافظی کرد.